# Zerbolò
Zerbolò (lombardul: Zarbulò) település Olaszországban, Lombardia régióban, Pavia megyében. Lakosainak száma 1630 fő (2023. január 1.). Zerbolò Bereguardo, Carbonara al Ticino, Garlasco, Gropello Cairoli, Torre d’Isola, Villanova d’Ardenghi és Borgo San Siro községekkel határos.

## Népesség
A település lakossága az elmúlt években az alábbi módon változott:
| Lakosok száma | 1775 | 1807 | 1630 |
|               | 2017 | 2018 | 2023 |